# Isengard
Isengard /ˈiːzɛnɡɑrd/ (del inglés antiguo īsenġeard /ˈiːzɛnjæɑrd/, «fortaleza de hierro») es una fortaleza ficticia que aparece en la novela El Señor de los Anillos y en otras obras escritas por J. R. R. Tolkien y ambientadas en la Tierra Media. Está ubicada al sur de las Montañas Nubladas, donde estas llegan a su fin y nace el río Isen. Fue construida por exiliados numenoreanos, concretamente en la zona que se conocería como «el valle del Mago», por ser la morada de Saruman el Blanco en los tiempos descritos en El Señor de los Anillos. 
Isengard fue construida por los hombres de Gondor para proteger los pasos del Isen. Consta de un círculo fortificado con una torre llamada Orthanc en su centro, construida con una roca particularmente fuerte, en la que se colocó una de las Palantir. La fortaleza fue otorgada a Saruman por consentimiento del Senescal Beren de Gondor en la Tercera Edad del Sol. 
Durante la Guerra del Anillo, Isengard envió diez mil uruk-hai hacia el Abismo de Helm, entre los que había ballesteros, piqueros, espadachines, arietes, e incluso dos bombas diseñadas por el mismo Saruman. Isengard fue destruida por los ents durante una de las batallas de esta guerra. La torre de Orthanc, sin embargo, se mantuvo en pie. Tras destruir Isengard, los ents repoblaron los alrededores de Orthanc y las llaves de la torre le fueron entregadas al rey Elessar Telcontar.

## Relación con otros lugares
Los siguientes son algunos de los lugares importantes relacionados con Isengard:

### Nan Curunír
Es el gran valle fortificado, rodeado por las Montañas Nubladas, en donde se asentaba Orthanc. Nan Curunír es una palabra sindarin que puede traducirse como «el valle del Mago», aunque la traducción literal es «el valle del Hombre Hábil», ya que Curunír era el apodo que le daban los elfos al mago Saruman el Blanco.

### Las puertas de Isengard
Las grandes puertas de la fortaleza de Isengard se ubicaban en la ladera occidental del brazo de las Montañas Nubladas que cerraba Nan Curunír. Este era continuado por un alto muro de piedra que se alejaba del flanco de la montaña y volvía describiendo una curva. 
En la parte sur había un arco excavado en la piedra, por donde nacía un túnel que estaba cerrado por dos enormes puertas de hierro, montadas sobre goznes clavados en la Montaña con grandes estacas de acero. Dos torres se levantaban a cada lado de las puertas y por sobre el muro, que tenían la función de vigilancia de la entrada a Isengard.
En la Guerra del Anillo las puertas y las edificaciones alrededor de ellas, habían sido destruidas por los ents durante el ataque a Isengard; quedando las puertas tiradas y retorcidas.

### La garita de la guardia
Lugar enclavado en el túnel, que atraviesa el brazo este de las Montañas Nubladas que constituye, la entrada a Isengard. se trataba de una sala bastante grande, en la que había otras puertas más pequeñas en el fondo que conducían a depósitos de vituallas y armas. Un hogar y una chimenea se alzaban en un costado de la sala. Muy cerca del hogar se hallaba una poterna, que conducía a unas escaleras, que subían hasta la cima del túnel. La cámara había sido tallada en la roca y todas las ventanas miraban al túnel.
Los hobbits Merry y Pippin se refugiaron allí cuando los Ents vertieron las aguas embalsadas del Isen sobre Isengard. Y más tarde tuvieron un segundo almuerzo con Aragorn, Legolas y Gimli; mientras Gandalf visitaba a Bárbol en la parte norte de la fortaleza.

### El camino a los vados
Una antigua carretera descendía de Isengard a los Vados del Isen. Comunicaba la Fortaleza con el camino númenóreano norte-sur que cruzaba el Isen, para dirigirse a Tharbad. El camino, corría junto a la orilla del río, curvándose con él hacia el Este y luego hacia el norte; pero en el último tramo se desviaba e iba en línea recta hasta las puertas de Isengard. 
A unas cinco millas de las puertas el camino se convertía en una ancha calle, pavimentada con grandes piedras planas, bien escuadradas. A ambos lados de la calzada había unas zanjas profundas y por ellas corría el agua, y servían tanto de desagüe del camino como de canales de contención de los desbordes del río.
En la Guerra del Anillo El camino fue usado por las tropas de Saruman para enviar los ejércitos que lucharon en las Batallas de los Vados del Isen y en la Batalla de Cuernavilla.